# Жижава
Жижава (укр. Жижава) — река в Ивано-Франковской области (Болеховский городской совет), в Стрыйском районе Львовской области, Украина. Правый приток реки Стрый (бассейн Днестра).
Длина реки 46 км. Площадь водосборного бассейна 208 км². Уклон реки 7,8 г/км. Долина трапециевидная, шириной 2 км. Пойма шириной до 400 м, в среднем течении имеются озера. Средняя ширина русла 2 м, в низовьях русло частично зарегулировано. Используется на хозяйственные нужды.
Берёт начало в северо-восточной части Сколевских Бескидов, юго-западнее села Танява. Течёт на северо-восток параллельно реке Стрый. Впадает в Стрый на северо-восточной окраине села Покровцы.